# Адевуми, Олувасеун
Олувасеун Адевуми (нем. Oluwaseun Adewumi; род. 23 февраля 2005, Вена, Австрия) — австрийский футболист, полузащитник клуба «Бернли» и сборной Австрии до 21 года. На правах аренды выступает за «Данди».

## Карьера

### Клубная карьера
На молодежном уровне играл за «Флоридсдорф» и венский «Рапид». В июле 2022 года стал игроком основной команды «Флоридсдорфа». Дебютировал во Второй лиге Австрии 22 мая в матче с дублем ЛАСК. В августе 2024 года перешел в «Бернли». В том же месяце отправился в аренду в «Данди». Дебютировал в шотландском Премьершипе 14 сентября в матче с «Росс Каунти».

### Карьера в сборной
Играл за национальные команды Австрии до 19 и 21 года.